# Hammerstein (Kandern)

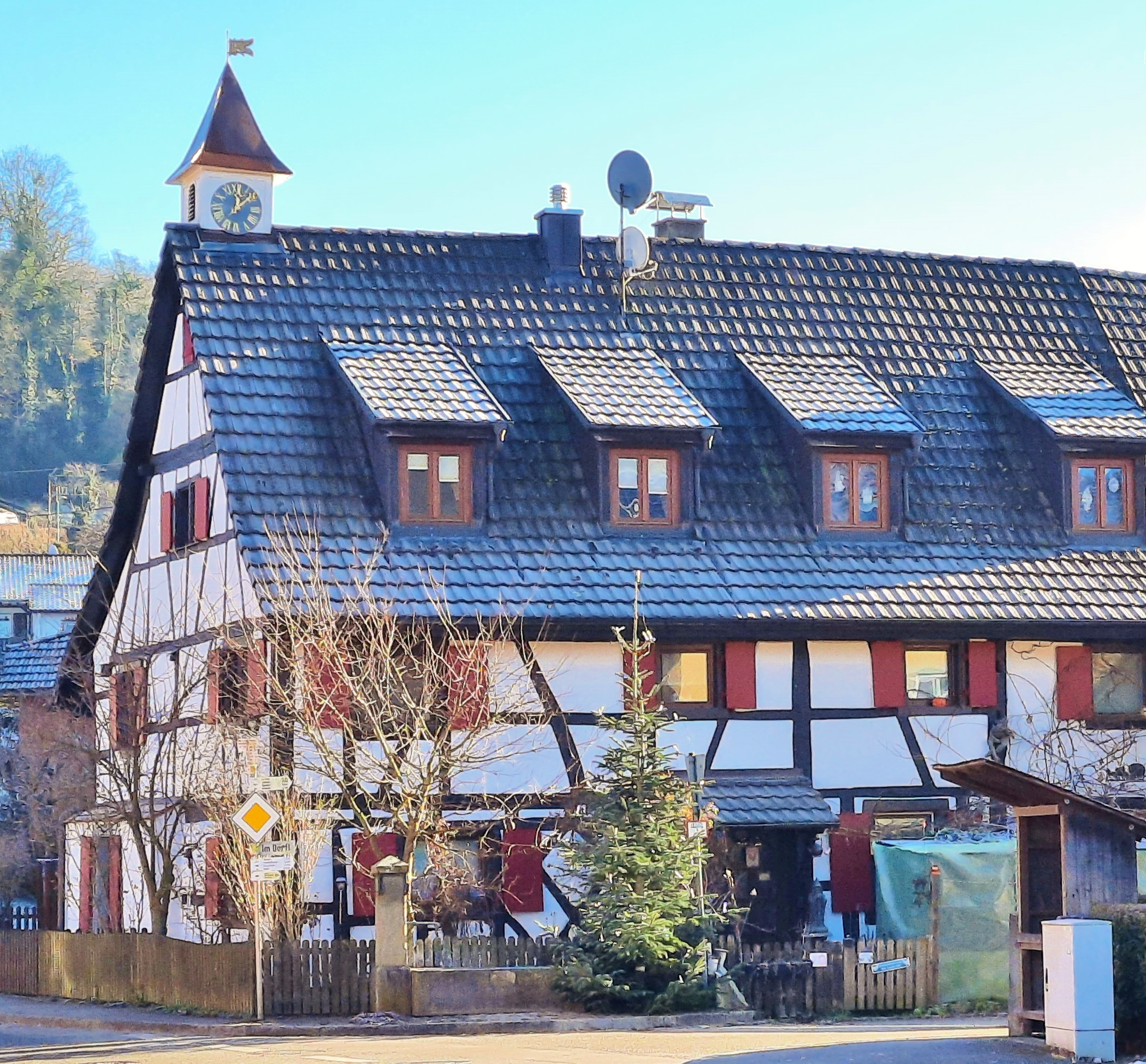
Fachwerkhaus mit Dachreiter in Hammerstein

Hammerstein ist ein Nebenort des Kanderner Ortsteils Wollbach im Landkreis Lörrach (Baden-Württemberg).

## Lage
Hammerstein liegt am Rande des Naturparks Südschwarzwald etwa 2,5 km südlich von Kandern an der Kreuzung der Landesstraße L 134 mit der Kreisstraße 6319. Nach Wollbach im Süden sind es 2 km und nach Holzen im Westen und Egisholz im Südosten jeweils 1 km.

## Geschichte
Schon 1368 wurde erwähnt, dass die Einwohner des zwischen Wollbach und Kandern liegenden Dorfes in den dort vorhandenen Erzgruben arbeiteten. Zum Schutz gab es die heute nur noch in Mauerresten sichtbare Burg Hammerstein. Hammerstein ist Station der historischen Kandertalbahn.
Mit der Eingliederung der Gemeinde Wollbach kam Hammerstein am 1. März 1974 zur Stadt Kandern.